# مارتن كوبر (لاعب اتحاد الرغبي)
مارتن كوبر (بالإنجليزية: Martin Cooper)‏ هو لاعب اتحاد الرغبي بريطاني، ولد في 23 أبريل 1948.